# Astacilla mccaini
Astacilla mccaini is een pissebed uit de familie Arcturidae. De wetenschappelijke naam van de soort is voor het eerst geldig gepubliceerd in 2007 door Kensley, Schotte & Poore.